# Wapen van Obdam

Wapen van Obdam

Het wapen van Obdam werd op 26 juni 1816 voor het eerst aan de Nederlandse gemeente Obdam toegekend. Op 27 november 1979 werd een tweede wapen aan de gemeente toegekend. Dit wapen bleef in gebruik tot 2007; in dat jaar ging de gemeente Obdam op in de gemeente Koggenland.
Het wapen is afgeleid van het familiewapen van de familie Van Wassenaar Obdam. Deze familie heeft in de 16e eeuw de heerlijkheid Obdam verworven. Andere gebieden die van de familie zijn geweest hebben ook wassende manen in het wapen.

## Eerste wapen
Het eerste wapen werd op 26 juni 1816 aan de gemeente Obdam toegekend. De beschrijving luidde toen:
Van keel, beladen met drie wassende maanen van goud.
Het schild is rood van kleur met daarop drie wassende manen die goudkleurig zijn. Hierbij wordt niet vermeld dat bovenin twee manen staan en onderin een.

## Tweede wapen
Het wapen na de fusie met de gemeente Hensbroek had de volgende blazoenering:
In keel een versmalde dwarsbalk, vergezeld van boven van 3 wassenaars, geplaatst 2 en 1, beneden van een broek, alles van goud, de broek getopt met een zittende hen van zilver, gekamd en geleld van keel, gebekt van goud. Het schild gedekt met een gouden kroon van 3 bladeren en 2 parels.
Het oude wapen van Obdam is nu naar de bovenste helft van het wapen verplaatst, want Obdam was naamgever van de fusiegemeente. In de onderste helft staat het wapen van Hensbroek. De twee helften worden van elkaar gescheiden door een gouden balk. Het schild wordt gedekt door een gouden kroon van drie bladeren met daartussen twee parels.

## Verwante wapens

Oude wapen van Obdam
Wapen van het huis Wassenaer en de familie Van Wassenaer Obdam
Wapen van Hensbroek